# Old Harlow
Old Harlow – osada w Anglii, w Esseksie, w dystrykcie Harlow. W 2011 osada liczyła 6968 mieszkańców.